# Ascoldatimura ascoldensis
Ascoldatimura ascoldensis is een keversoort uit de familie boktorren (Cerambycidae). De wetenschappelijke naam van de soort is voor het eerst geldig gepubliceerd in 1884 door Heydon.